# Schlossmuseum Gotha
Schlossmuseum Gotha, auch Gothaer Schlossmuseum, war von 1949 bis zur Umgestaltung zu einem Universalmuseum durch die Friedenstein Stiftung Gotha (FSG) der Name für einen Teil der herzoglichen Sammlungen in Schloss Friedenstein im thüringischen Gotha. Die Ursprünge reichen bis ins 17. Jahrhundert zurück, als Herzog Ernst I. von Sachsen-Gotha-Altenburg eine Kunstkammer einrichtete. Sammlungsstücke wie ägyptische Mumien, antike Vasen, Skulpturen und Goldschmuck, Kunstschätze aus China und Japan, niederländische und deutsche Gemälde, klassizistische Skulpturen und keramische Arbeiten zogen 2013 ins Herzogliche Museum um, das Münzkabinett und die Kunstkammer verblieben im Schloss. Der verbliebene Bestand wird seit spätestens 2023 in der Kategorie „Historische Räume und Kunstkammer“ geführt.

## Geschichte

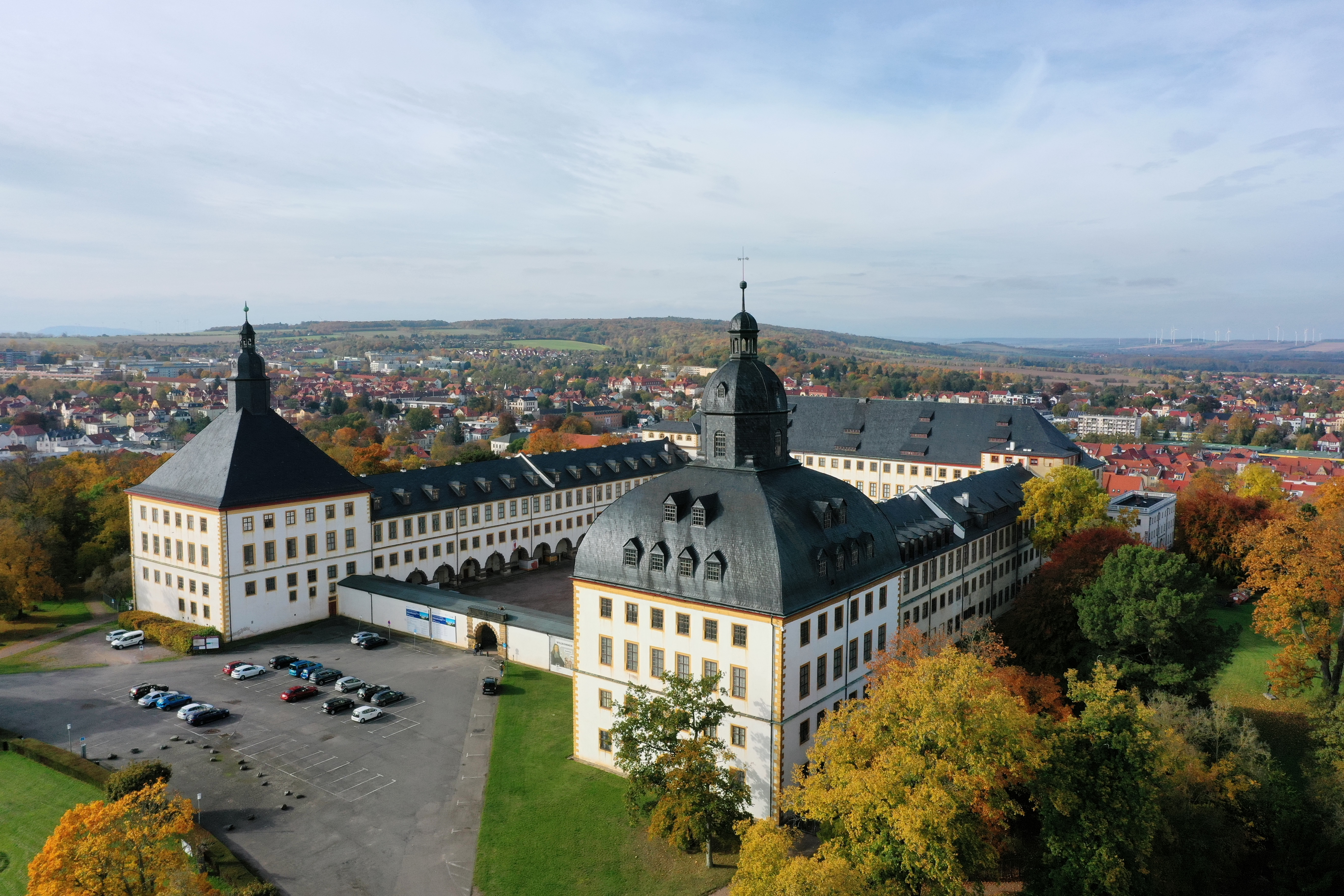
Schloss Friedenstein Gotha, 1643–1654

Herzog Ernst der Fromme von Sachsen-Gotha ließ kurz nach der Fertigstellung seiner Residenz Schloss Friedenstein im zweiten Obergeschoss des Westturmes eine Kunstkammer einrichten. Das Generalverzeichnis des Inventars von 1657 führte vier große Bestandskomplexe auf: Artificialia, Naturalia, Anatomica und Architectonica, künstlich geschaffene Dinge von besonderem Wert, seltene Naturalien, Körperteile und Organe sowie Meeresschnecken. Trotz Dezimierung der Ernestinischen Sammlung durch Erbteilungen gelang den nachfolgenden Herzögen Friedrich I. und Friedrich II. eine erhebliche Erweiterung der Friedensteinischen Kunstkammer. Letzterer ließ die Sammlung zudem neu ordnen und inventarisieren. Bis 1721 hatte sich der Sammlungsbestand verdoppelt und war nun in mehreren Gemächern und Kabinetten des Ostturmes von Schloss Friedenstein untergebracht.
Der ebenso kunstsinnige Herzog August ließ die Bestände der Kunstkammer nochmals um ein Vielfaches anwachsen. Zu seinen besonderen Verdiensten zählen die Gründung des „Chinesischen Cabinets“, das im 19. Jahrhundert zu den bedeutendsten Einrichtungen dieser Art in Europa zählte, und die der Ägyptischen Sammlung. Mit der Separierung der neuen Spezialsammlungen leitete August das Ende der Friedensteinischen Kunstkammer ein. 
Sein Nachfolger Friedrich IV. hatte schon vor seiner Regentschaft in Rom etliche Kunstwerke für die Gothaer Sammlungen erworben, wie zum Beispiel eine Vogelkopfmaske der Mixtekenkultur aus den vatikanischen Sammlungen. 1824 ließ Friedrich aus den Beständen der Kunstkammer und der umliegenden herzoglichen Schlösser eine Gemäldegalerie im Schloss einrichten. Sie erstreckte sich über zwölf Räume in der mittleren Etage des Westturmes.

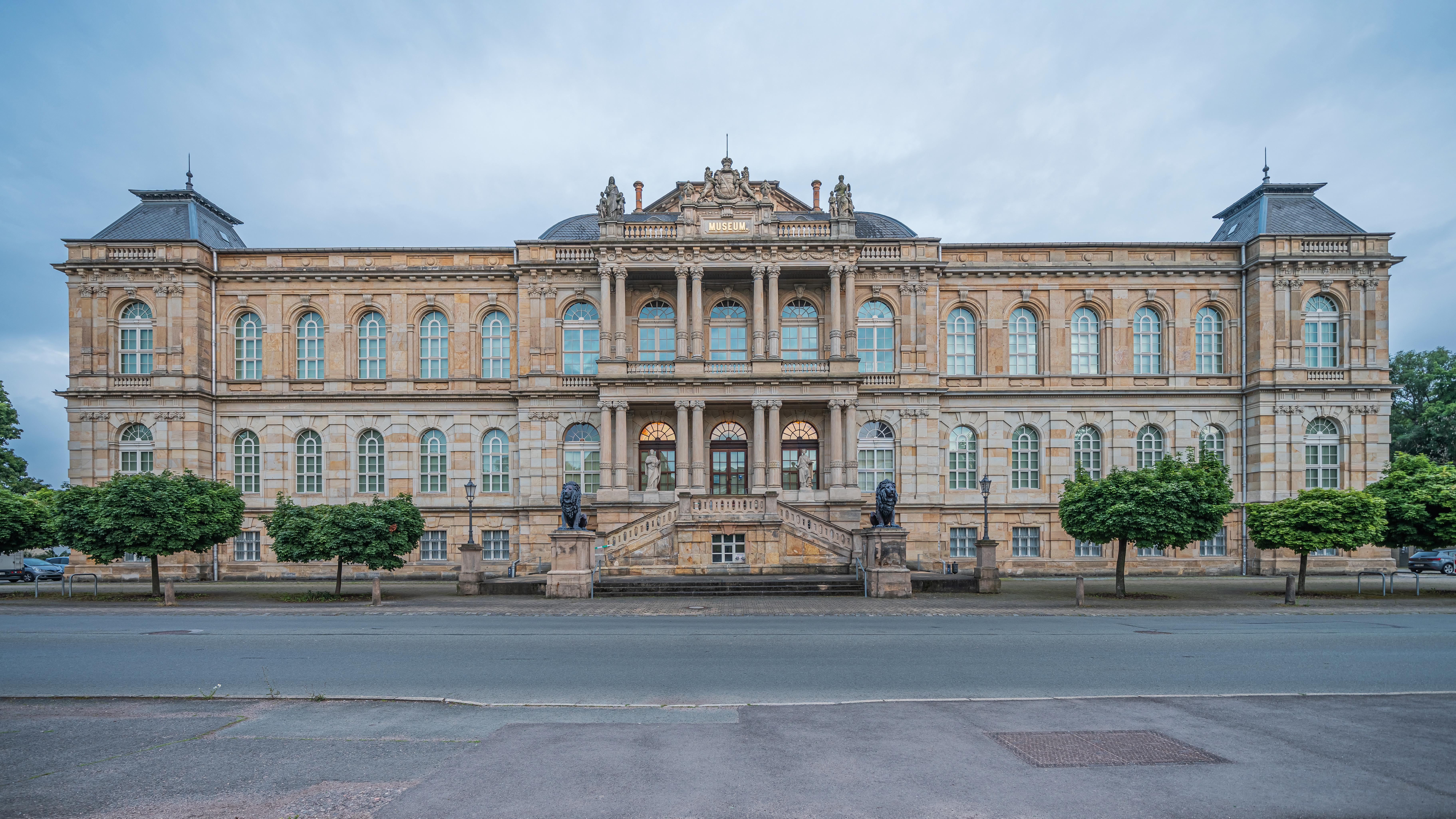
Herzogliches Museum Gotha, 1864–1877

1825 erlosch die Linie Sachsen-Gotha-Altenburg, 1826 erfolgte die Vereinigung der Herzogtümer Coburg und Gotha in Personalunion. Um seine weiter anwachsenden Sammlungen zeitgemäß präsentieren zu können, beauftragte Ernst II. von Sachsen-Coburg und Gotha den in seinem Dienst stehenden Wiener Architekten Franz von Neumann mit dem Entwurf eines Museumszweckbaus im Schlosspark. Alle Sammlungsbestände (außer Bibliothek und Münzkabinett) wurden in dem 1879 eröffneten Herzoglichen Museum untergebracht. Die von Direktor Carl Aldenhoven erstellten Inventarverzeichnisse behielten bis 1945 ihre Gültigkeit.
Im neuen Museum waren die Gemäldegalerie, das Kupferstichkabinett, das Chinesische Kabinett, die Sammlung der Gipsabgüsse, das Kunstkabinett und das Naturalienkabinett vereint. Nach der Enteignung von Herzog Carl Eduard von Sachsen-Coburg und Gotha gehörte der Besitz dem Freistaat Thüringen und wurde Landesmuseum. 1928 erfolgte die Überführung in die Herzog von Sachsen-Coburg und Gothaische Stiftung für Kunst und Wissenschaft, die bis 1950 existierte.
Im und unmittelbar nach dem Zweiten Weltkrieg erlitten die Gothaer Sammlungen schwere Verluste. Dennoch bildeten die Bestände des Herzoglichen Museums den Grundstock für das 1949 im Schloss Friedenstein eröffnete Gothaer Schlossmuseum.

## Sammlungen
Das Schlossmuseum erstreckte sich über 38 Ausstellungsräume im Nord- und Westflügel von Schloss Friedenstein und bezog vier herzogliche Appartements mit ein. Die von der Antike bis zur Gegenwart reichenden, der Friedenstein Stiftung Gotha unterstehenden Kunstsammlungen werden heute größtenteils wieder im Herzoglichen Museum präsentiert.
Die Gemäldesammlung konzentriert sich auf die altdeutsche Malerei des späten 15. und 16. Jahrhunderts sowie die holländische und flämische Malerei des 17. Jahrhunderts. Einen Schwerpunkt bildet der Cranach-Bestand. Das Hauptwerk der Sammlung ist das Gothaer Liebespaar des Meisters des Amsterdamer Kabinetts aus der Zeit um 1480/85.
Im Kupferstichkabinett werden etwa 35.000 Blatt aus dem 15. bis 19. Jahrhundert aufbewahrt. Im Zentrum stehen altdeutsche Werke, u. a. Blätter von Martin Schongauer, Albrecht Dürer und Lucas Cranach d. Ä., sowie die Spezialsammlung von Flugblättern aus der Zeit des 15. bis 17. Jahrhunderts.
Die Plastiksammlung schließt 22 Originalwerke von Jean-Antoine Houdon, die weltweit als einzigartige Spezialsammlung früher Arbeiten des französischen Bildhauers gelten, mit ein. Neben spätgotischen Schnitzplastiken aus Thüringer Werkstätten zählen bedeutende Einzelstücke wie die Buchsbaumstatuetten Adam und Eva (um 1510) von Conrat Meit oder die Bronzegruppe des Farnesischen Stiers von Adriaen de Vries zur Sammlung.
Das Kunsthandwerk ist mit italienischer Renaissance-Majolika, rotem Böttgersteinzeug und Meißener Porzellan aus der ersten Hälfte des 18. Jahrhunderts vertreten. Zu den Sammlungsbeständen zählen außerdem Möbel, Uhren, Fächer, Gläser, Gold- und Silberschmiedeobjekte sowie Arbeiten aus Elfenbein und Bernstein.
Das Münzkabinett beherbergt trotz kriegsbedingter Verluste einen Bestand von etwa 130.000 Objekten. Er zählt zu den bedeutendsten numismatischen Sammlungen in Deutschland.
Die Antikensammlung umfasst Gefäße, Bronzegegenstände, Terrakotten, Gläser, Skulpturen sowie Fragmente von Wandmalereien. Eine Spezialsammlung von etwa 300 Gefäßen dokumentiert die Entwicklung der antiken Vasenmalerei vom frühen geometrischen Stil bis zur hellenistischen Reliefkeramik.
Die Ägyptische Sammlung vereint etwa 100 Mumien und Objekte des Mumienkults sowie 1600 Statuen, darunter einige Großskulpturen vom 3. vorchristlichen Jahrtausend bis zur römischen Kaiserzeit. Ein bedeutender Kunstschatz ist das Oberteil der Statue einer ptolemäischen Königin aus dem 1. Jahrhundert v. Chr.
Zur kriegsbedingt stark dezimierten Ostasien-Sammlung zählen heute noch etwa 1760 Objekte, darunter 380 chinesische Specksteinfiguren aus dem 17. und 18. Jahrhundert und 300 japanische Lackarbeiten aus drei Jahrhunderten.
Die Sammlung der Kunst des 20. und 21. Jahrhunderts besteht aus Gemälden, Grafiken, Skulpturen und kunsthandwerklichen Objekten. Schwerpunkte bilden die Spezialsammlung mit Arbeiten der in Gotha geborenen Dada-Künstlerin Hannah Höch und ein umfangreicher Bestand an Werken ostdeutscher Künstler aus der Zeit der DDR.
Die Bestände des Kupferstichkabinetts und der Kunst des 20. und 21. Jahrhunderts wurden nicht dauerhaft, sondern in wechselnden Sonderausstellungen gezeigt.

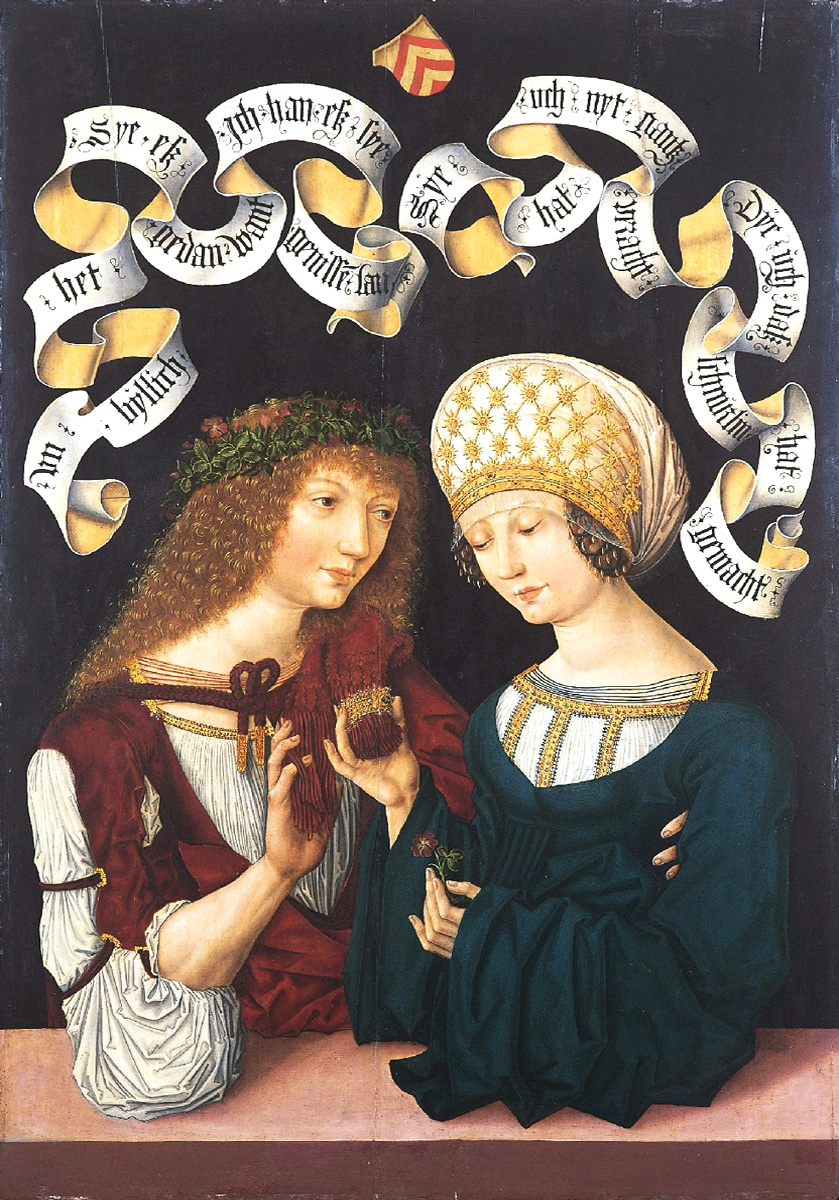
Gothaer Liebespaar, um 1480/85
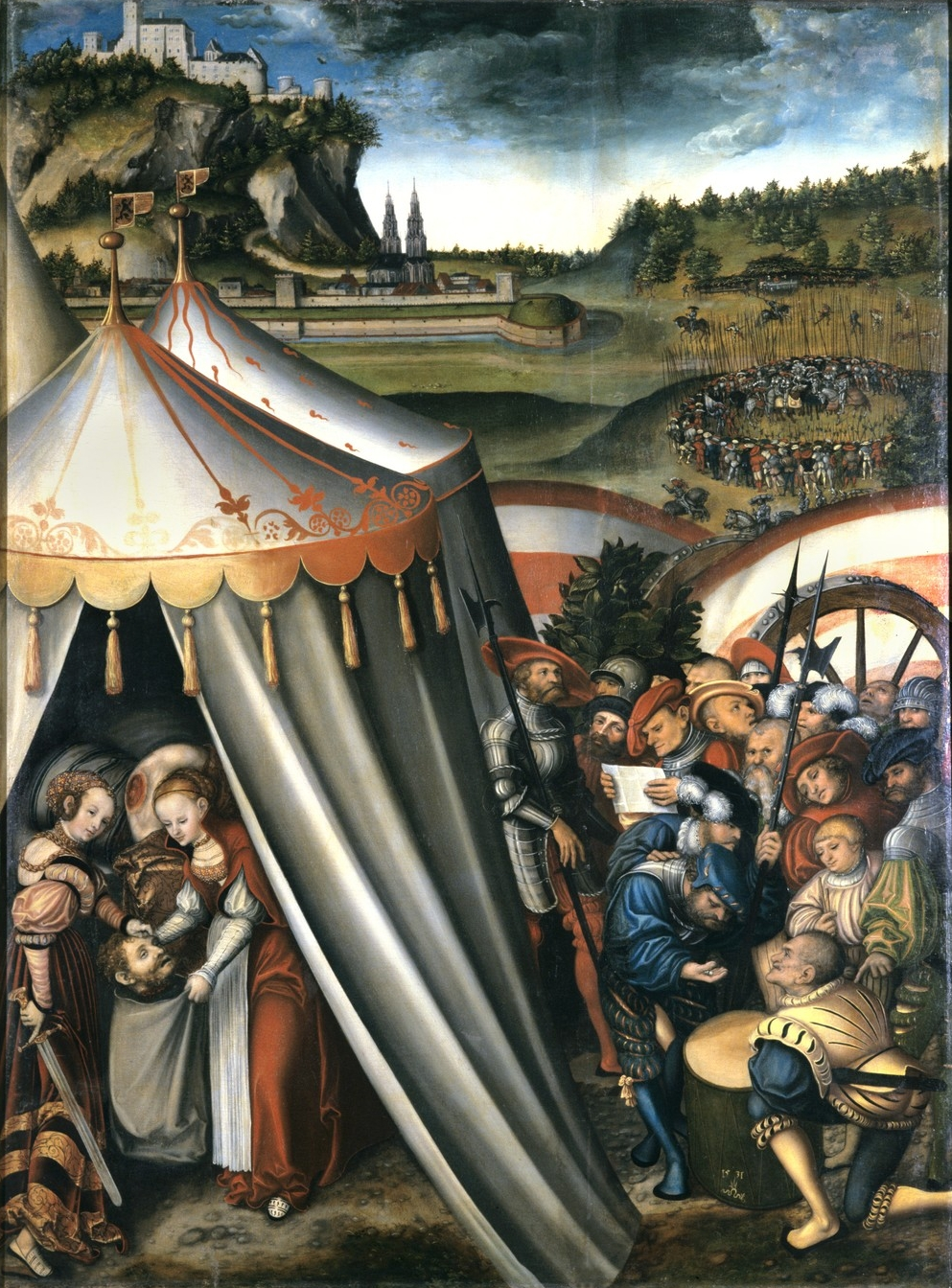
Lucas Cranach d. Ä., Judith im Zelt des Holofernes, 1531
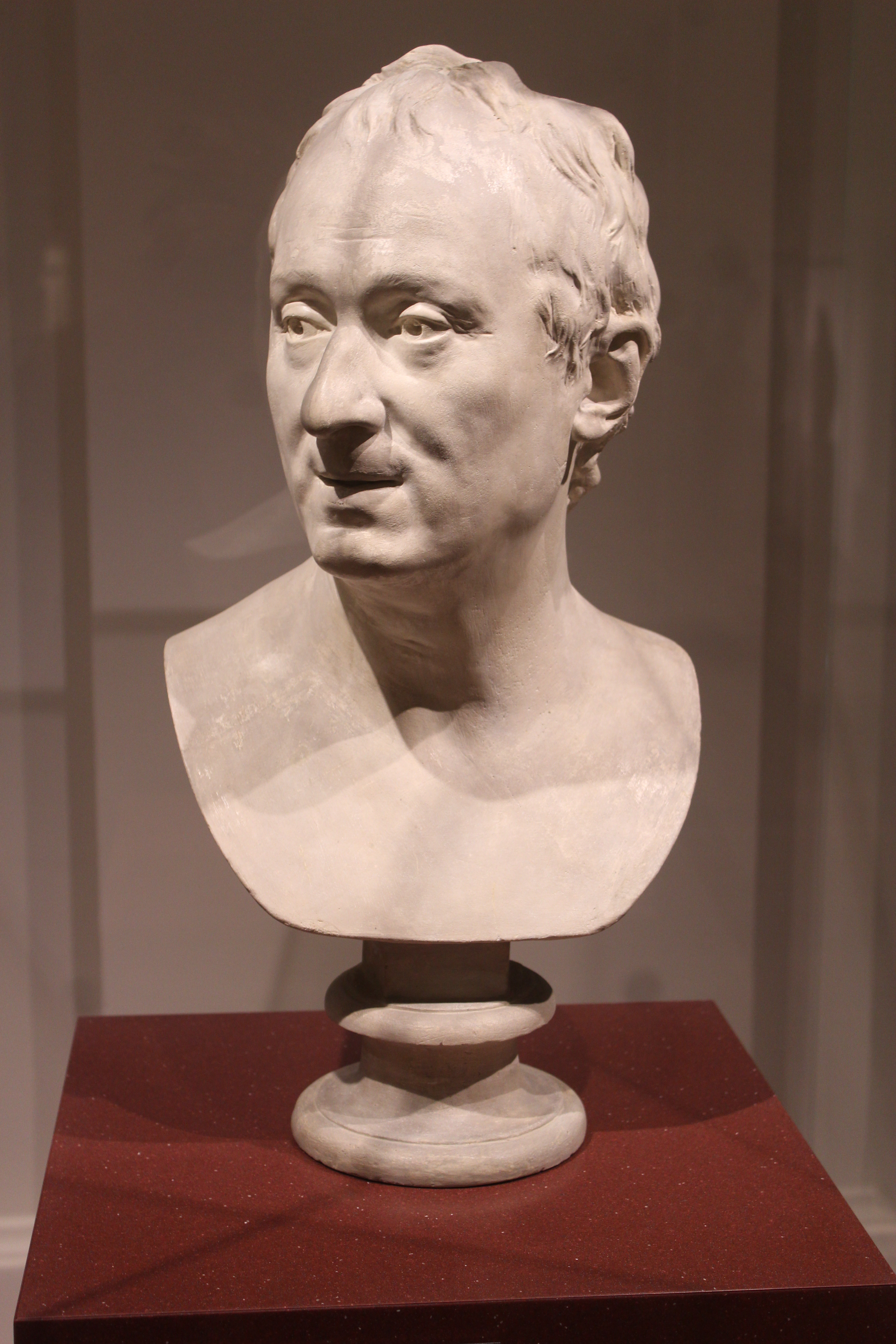
Jean-Antoine Houdon, Denis Diderot, um 1771
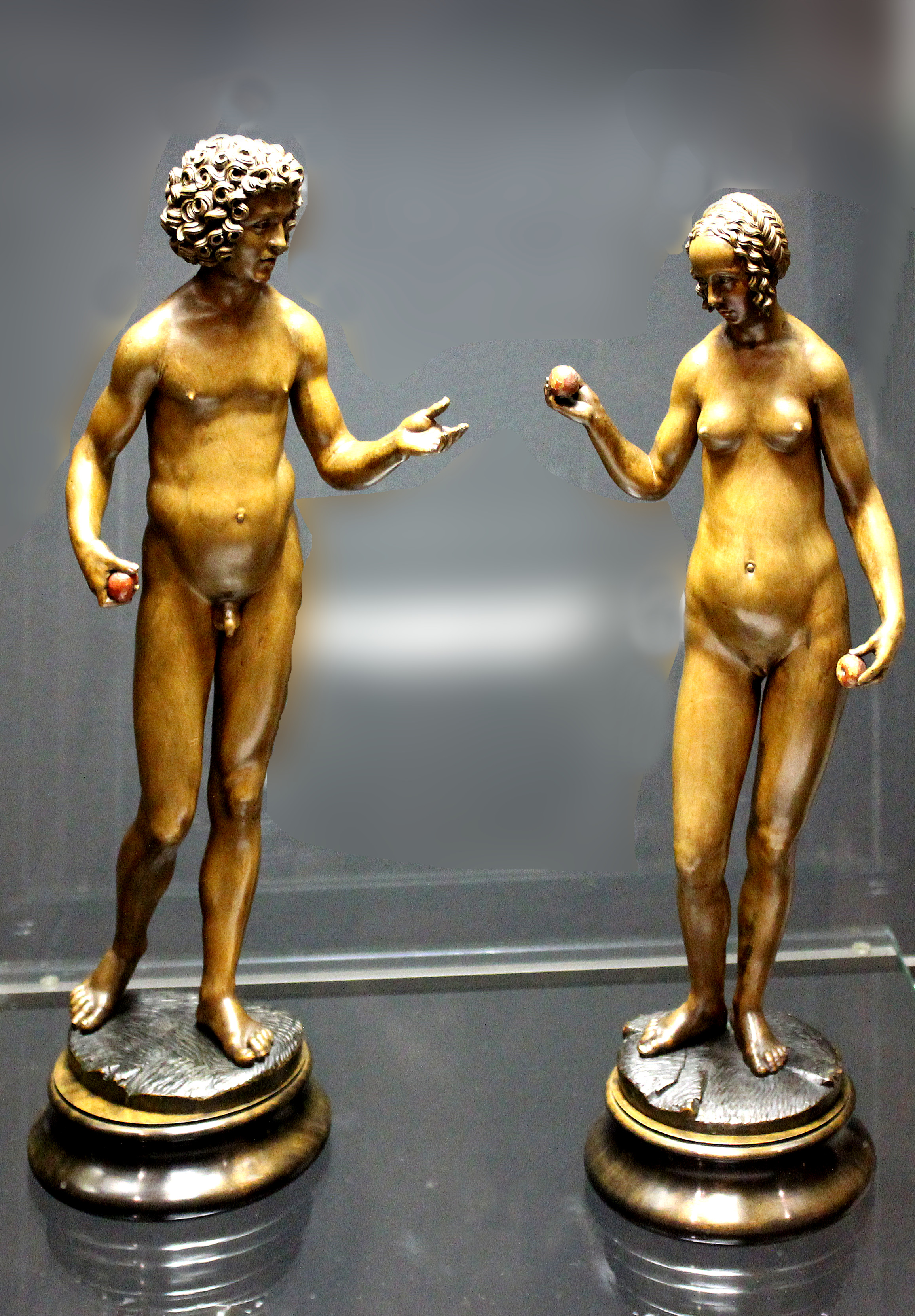
Conrat Meit, Adam und Eva, um 1510
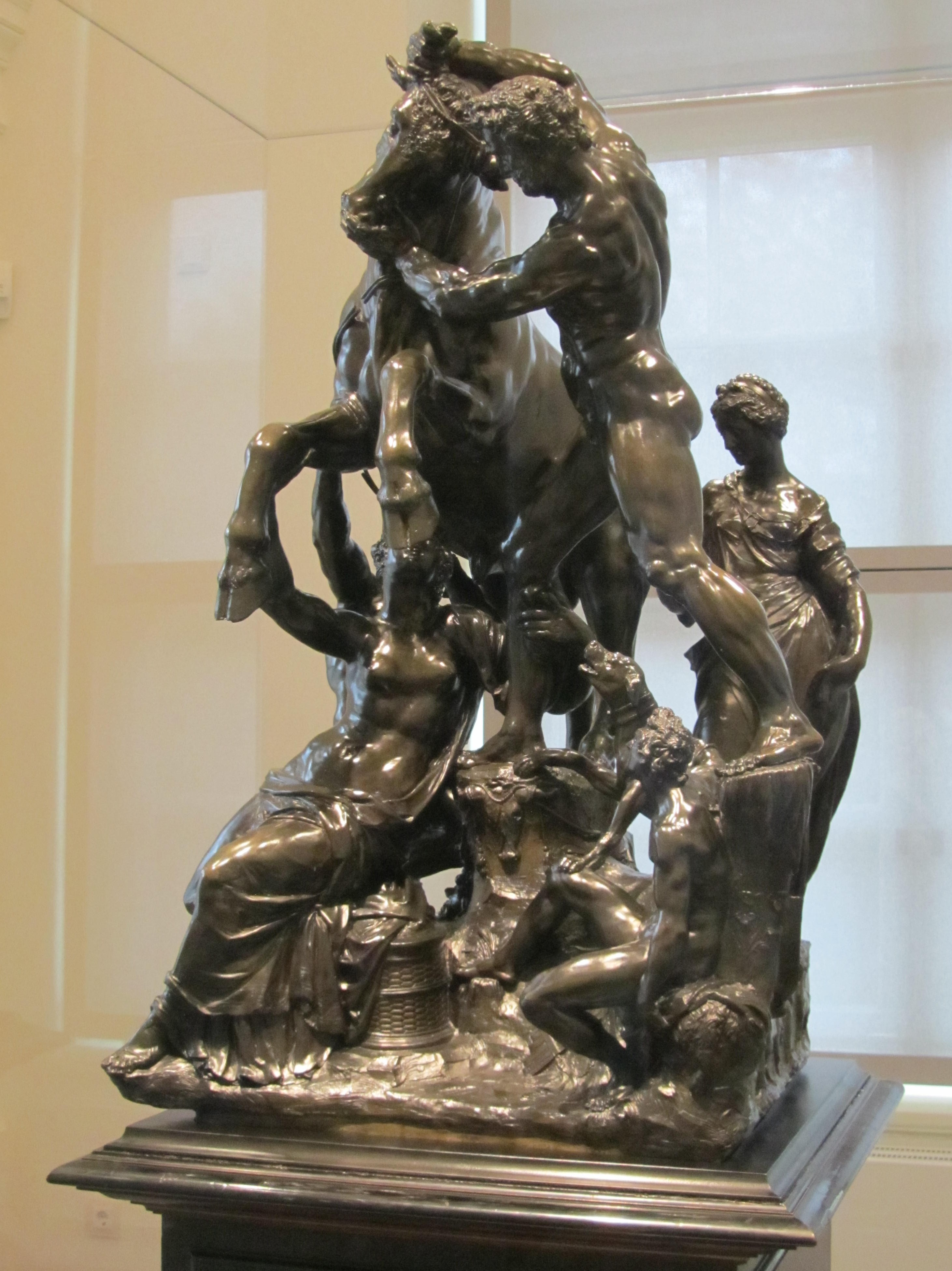
Adriaen de Vries, Farnesischer Stier, 1614
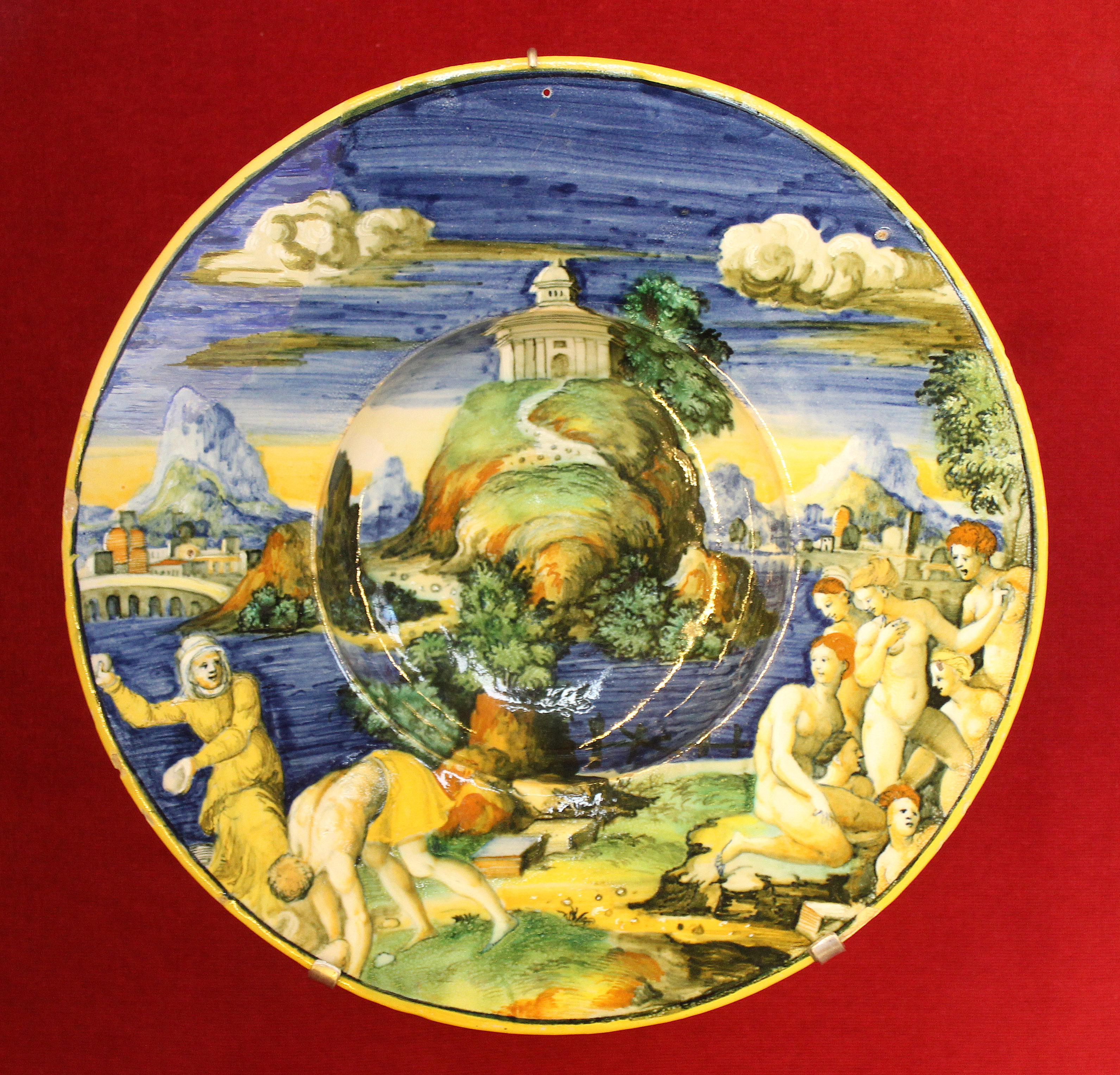
Majolikateller mit Enthauptung Johannes des Täufers
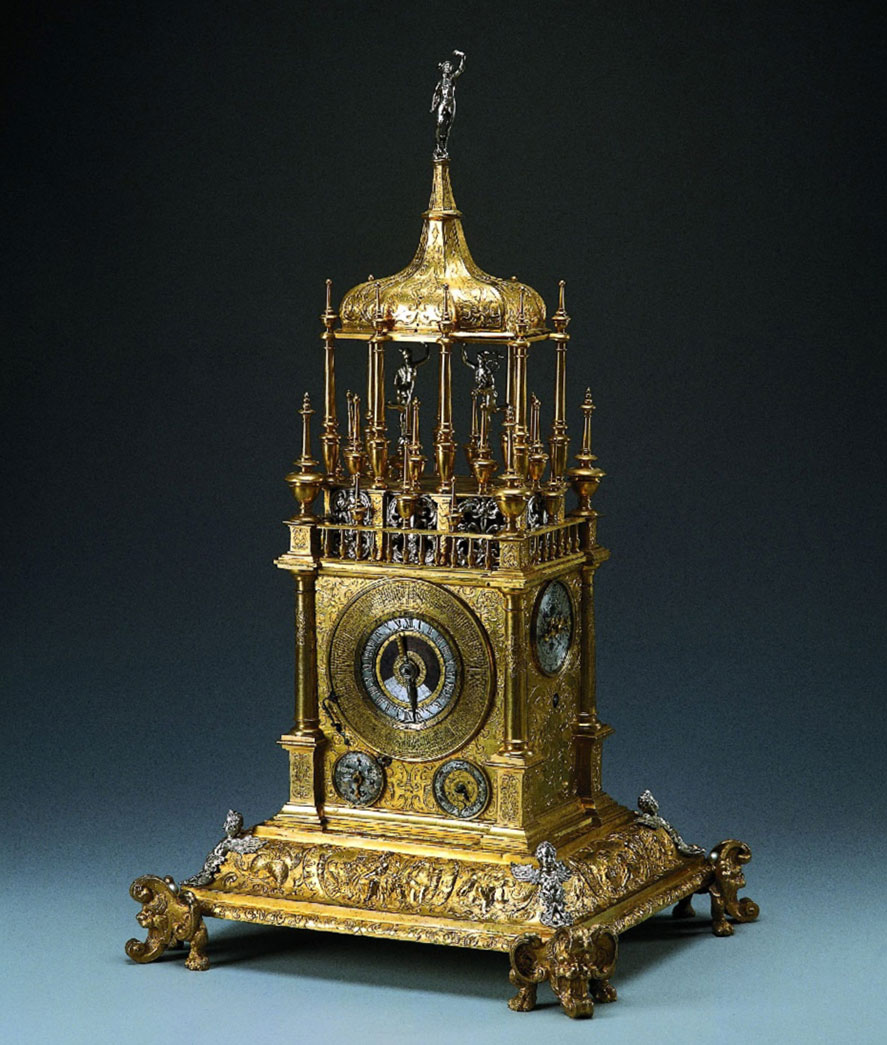
Wilhelm Pepfenhauser, Astronomische Tischuhr, 1647
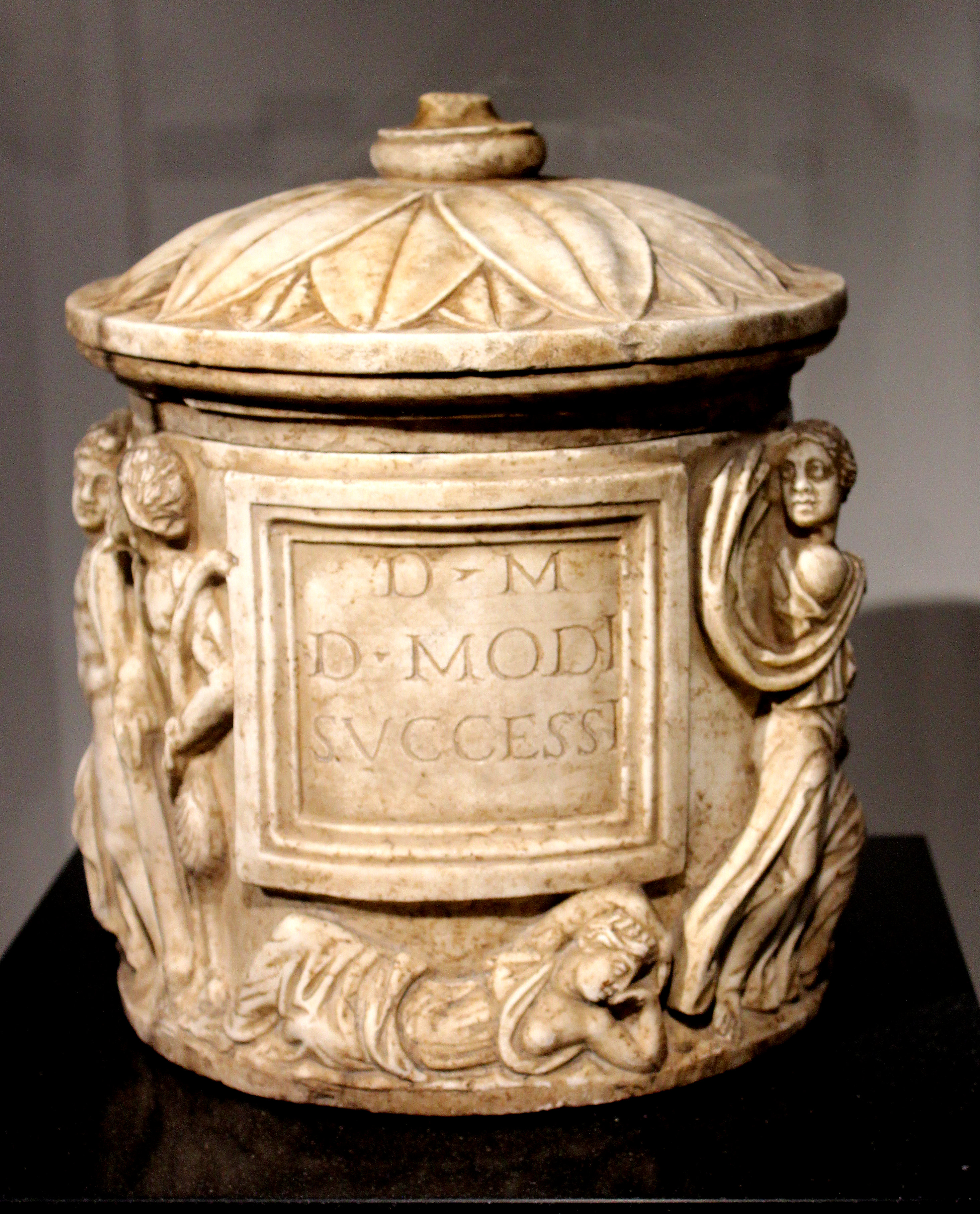
Aschenurne, römisch, 2. Jh.
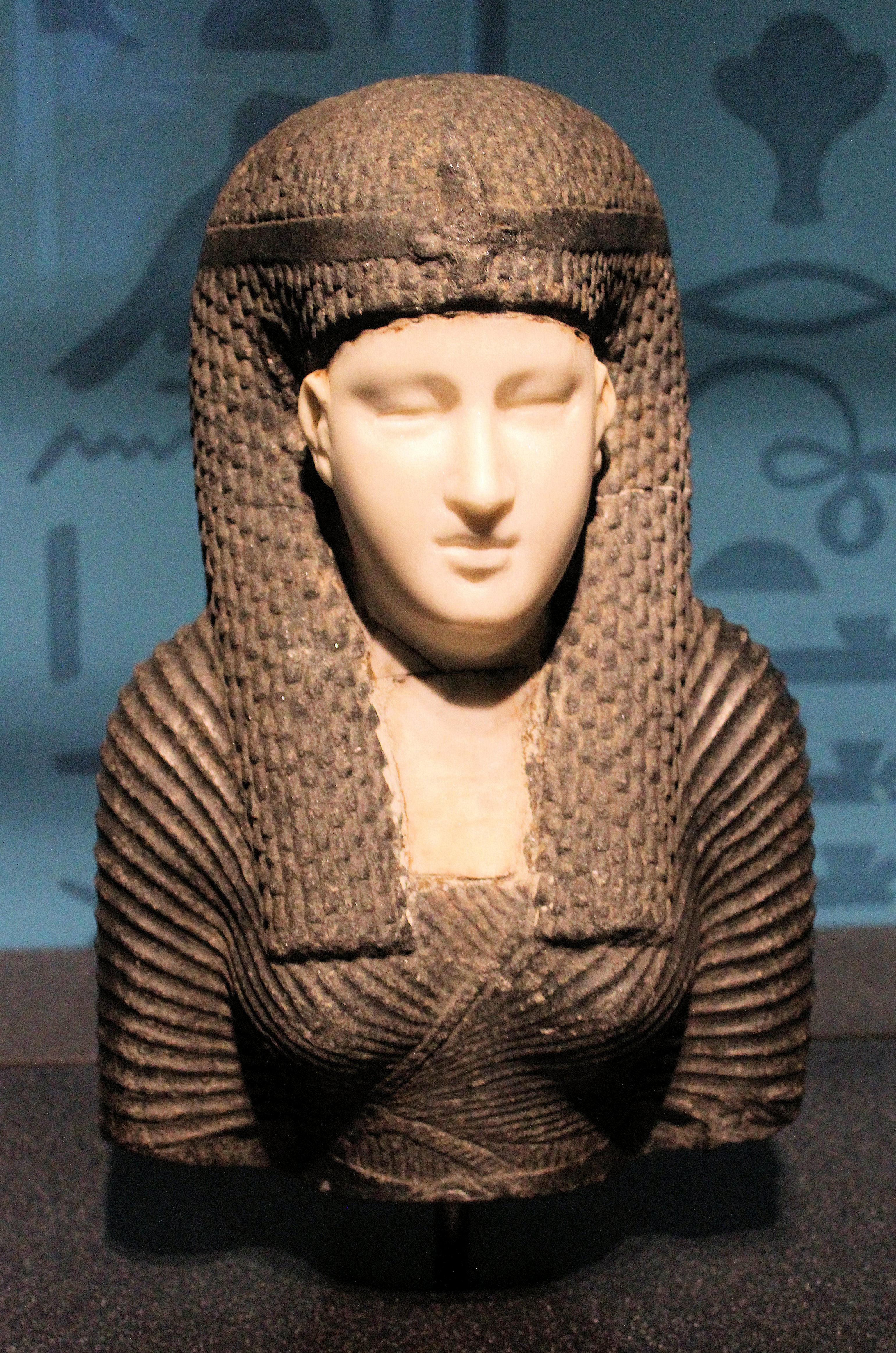
Oberteil einer Königinnen-Statue, Altägypten, 1. Jh. v. Chr.
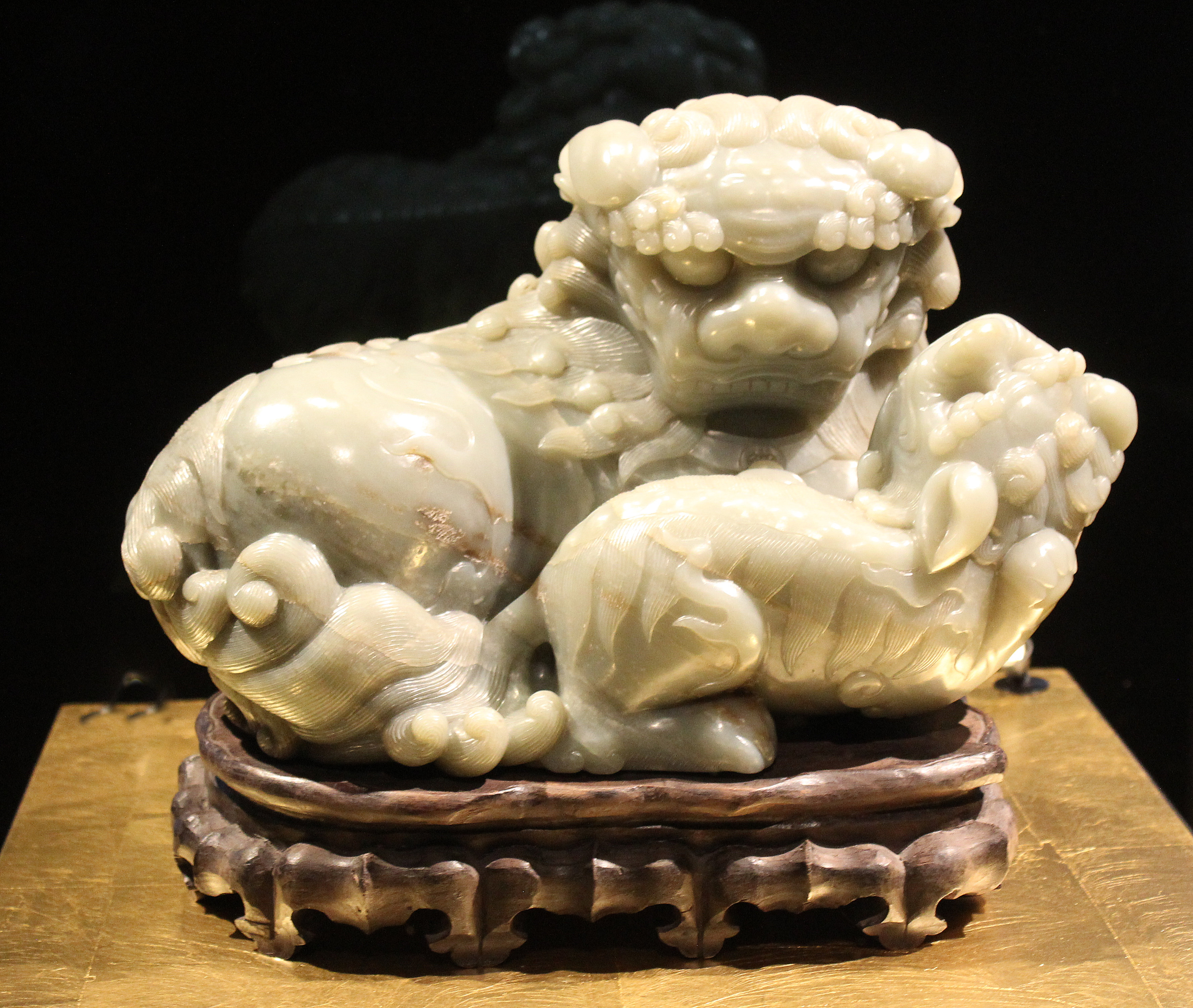
Löwin mit Jungem, China, 18. Jh.

## Entwicklung seit 2011
Nach der Podiumsdiskussion zur Neukonzeption der Sammlungen der Stiftung Schloss Friedenstein Gotha und der Auslagerung des Museums der Natur in den Jahren 2009 bis 2011 konnten die Umbau- und Sanierungsmaßnahmen am neuen Standort Herzogliches Museum Gotha beginnen. Im August 2013 erfolgte die Übergabe zur Neueinrichtung als Kunstmuseum. Die feierliche Eröffnung fand am 19. Oktober 2013 statt. Die erste große Sonderausstellung ab 24. April 2014 trug den Titel „Gotha und der Ferne Osten – Kostbarkeiten aus dem Chinesischen Kabinett“.
Im Schloss Friedenstein verblieben das Münzkabinett und die herzogliche Kunstkammer. Der Name „Schlossmuseum“ wurde zunächst noch weitergeführt. Spätestens seit der Umbenennung der Stiftung Schloss Friedenstein Gotha in Friedenstein Stiftung Gotha im Jahr 2023 trägt die verbliebene Sammlung die Bezeichnung „Historische Räume und Kunstkammer“.